# Dominique Jonet (industriel)
Dominique Jonet, né le 25 octobre 1816 à Baisy-Thy et mort le 11 février 1872 à Charleroi, est un industriel verrier dans le bassin industriel de Charleroi et un homme politique belge libéral. Par ses investissements et par l'amélioration des procédés de fabrication, il a contribué à l'essor de la verrerie dans le Pays de Charleroi et en Belgique au XIXe.

## Biographie
Dominique Édouard Jonet, né le 25 octobre 1816 à Baisy-Thy, est le fils de Célestin Jonet, meunier, et d'Agnès Tichoux. Il est le demi-frère de Léopold de Dorlodot, né du premier mariage de sa mère avec Édouard-Michel de Dorlodot. Il s'est marié avec sa cousine germaine Émilie Jonet.
En 1835, Dominique Jonet s'associe avec Léopold de Dorlodot, pour réactiver la verrerie de Couillet qui fabrique des glaces coulées puis du verre à vitres. En juillet 1836, Léopold de Dorlodot entreprend de réunir des verreries à vitres et à bouteilles de Charleroi et de Jumet sous le patronage de la Banque de Belgique, et de fonder la Société de Charleroy pour la Fabrication du Verre et de la Gobeleterie. 
Dominique Jonet, quant à lui, est chargé de diriger une verrerie installée à Stolberg en Allemagne. De 1839 à 1840, il se rend en France, en Bavière, en Bohême et en Italie pour y étudier les modes de fabrication du verre soufflé. 
Grâce à cet acquis, il importe en 1841 à Couillet (dans l'ancienne usine de Frédéric de Dorlodot) la technologie du four à étendre le verre de vitre permettant de produire du verre soufflé. 
En 1848, il est tour à tour nommé à la présidence du Comité verrier de Charleroi et de la toute nouvelle Association des maîtres de verrerie belges. 
Avec Léopold de Dorlodot, il participe à la mise en place de la verrerie dite Deschassis en 1854. À partir de 1856, il rachète l’ancienne verrerie du Faubourg de Charleroi et constitue la société Dominique Jonet et Cie : il y fabrique des glaces soufflées, des verres polis puis des verres à vitres. Il a également introduit dans le pays de Charleroi la fabrication des verres de couleur pour vitraux. Lors d’expositions internationales, il remporte plusieurs prix. 
De 1860 à 1866, il est conseiller provincial du Hainaut. In 1866, il est élu à la Chambre des représentants par l'arrondissement électoral de Charleroi-Thuin et exerce ce mandat jusqu'en 1870. 
Il est cofondateur et président du Comité verrier pour Charleroi et membre de la Chambre de Commerce de Charleroi (1851-1872) dont il assume la vice-présidence de 1866 à 1871 et franc-maçon.
À la suite de son décès le 11 février 1872 d'une longue maladie à Charleroi, il reçoit des funérailles à l'église Saint-Christophe de Charleroi Ville-Haute et est inhumé au cimetière de Laeken.
N'ayant pas de descendance, c’est son neveu Léon Baudoux (fils de sa sœur aînée Pulchérie et frère d'Eugène Baudoux), qui reprend ses sociétés.

## Hommages et distinction
La « Rue Jonet » et le « Stade Jonet » à Charleroi perpétuent sa mémoire. 
La distinction suivante lui a été attribuée en 1862 par le roi Léopold Ier de Belgique pour ses services rendus à l'industrie : 
- Chevalier de l'ordre de Léopold.